# Kwasen
Kwasen is een bestuurslaag in het regentschap Pekalongan van de provincie Midden-Java, Indonesië. Kwasen telt 3005 inwoners (volkstelling 2010).